# Paranectriella hemileiae
Paranectriella hemileiae är en svampart som först beskrevs av Clifford George Hansford, och fick sitt nu gällande namn av Piroz. 1977. Paranectriella hemileiae ingår i släktet Paranectriella och familjen Tubeufiaceae.   Inga underarter finns listade i Catalogue of Life.